# Mario Alinei
Mario Alinei, né le 10 août 1926, mort le 8 août 2018, est un linguiste italien, professeur émérite de l'université d'Utrecht, anciennement président de l'Atlas Linguarum Europae et fondateur des Quaderni di semantica. Il est l'un des principaux détracteurs, avec Colin Renfrew, du modèle invasionniste indo-européen et a proposé une alternative (la théorie de la continuité paléolithique). Il est également spécialiste de langue étrusque et défend l'existence d'un lien entre cette langue et le magyar de Hongrie.

## La «théorie de la continuité paléolithique»
Mario Alinei pointe une série de faiblesses dans le modèle invasionniste, notamment l'absence de preuves archéologiques déterminantes,, la compromission idéologique et le fait que ce modèle serait unique au monde. Partant de ces faiblesses, il stipule, comme l'a fait Colin Renfrew, son invalidité et par là la nécessité de lui chercher une alternative.
Il est l'auteur de la théorie de la continuité paléolithique, controversée dans les milieux universitaires, qui suggère que la différenciation linguistique entre les langues d'Europe est non postérieure mais antérieure au Néolithique. Il va jusqu'à remettre implicitement en doute l'existence ou, en tout cas, l'importance, d'une famille de langues indo-européennes. Il déclare notamment : « Plus important est le fait que Renfrew a montré que des termes néolithiques communs à de nombreuses langues indo-européennes peuvent être considérés comme des mots d'emprunt. »
Il suggère également que la différenciation entre les langues d'Europe a eu lieu au Mésolithique.
Pour la linguiste Asya Pereltsvaig de l'université de Stanford, Mario Alinei ne prend la peine de discuter aucune des preuves linguistiques apportées à l'appui de la théorie kourgane ou même de l'hypothèse anatolienne. De surcroit, en plus d'être fausse, l'affirmation d'Alinei selon laquelle les langues resteraient stables, s'il n'y a ni contact ni hybridation serait également incohérente : « si l'Europe a été couverte par une langue proto-indo-européenne stable et immuable pendant des millénaires, qu'est-ce qui pourrait causer la diversification en langues filles et, finalement, dans quelque 400 langues modernes ? ». Asya Pereltsvaig note que les quelques rares exemples présentés par Mario Alinei pour affirmer que la culture kourgane devrait être associée à un langage proto-turc sont des mots qui ne se trouvent que dans les langues slaves et sont bien plus vraisemblablement empruntés bien après la dispersion indo-européenne.
A contrario de la théorie de la continuité paléolithique, les études génétiques les plus récentes (2009-2019) montrent qu'une migration très importante s'est produite depuis les steppes pontiques vers le centre de l'Europe puis les autres parties de l'Europe autour de -3000, en particulier de la culture Yamna vers le centre de l'Europe ce qui a donné la naissance de la culture de la céramique cordée,,

## Sources
- (en) Mario Alinei, Toward an Invasionless Model of Indoeuropean Origins : The Continuity Theory, Papers from the EEA Third Annual Meeting at Ravenna 1997 - Vol. I Pre-and Protohistory – Edited by M. Pearce and M. Tosi, 1997, BAR International Series 717, p. 31-33.
- (it) Mario Alinei, Origini delle lingue d’Europa, Bologne, éd. Il Mulino, 1996-2000, (2 volumes).
- (en) Mario Alinei, « Towards a Generalized Continuity Model for Uralic and Indo-European Languages » in The Roots of Peoples and Languages of Northern Eurasia IV, Oulu 18.8-20.8.2000,edited by Kyösti Julku, Societas Historiae Fenno-Ugricae, Oulu 2002, p. 9-33.
- (fr) Jean-Paul Demoule, « Destin et usages des Indo-Européens » in Mauvais temps, no 5, juillet 1999, Syllepse.
- Colin Renfrew (trad. Michèle Miech-Chatenay), L'énigme indo-européenne : Archéologie et langage [« Archaeology and Language: The Puzzle of the Indo-European Origins »], Paris, Flammarion, coll. « Champs », 1990 (1re éd. 1987), 399 p. (ISBN 2-08-211185-7 et 9782082111850)